# Placogorgia flava
Placogorgia flava is een zachte koraalsoort uit de familie Plexauridae. De koraalsoort komt uit het geslacht Placogorgia. Placogorgia flava werd in 1910 voor het eerst wetenschappelijk beschreven door Nutting. 